# 榎本了壱
榎本 了壱（えのもと りょういち、1947年 - ）は、東京都出身のアートディレクター。

## 人物
武蔵野美術大学造形学部商業デザイン学科卒。1969年同校卒業後、1971年に寺山修司の映画「書を捨てよ町へ出よう」の美術を担当し、1974年に萩原朔美と協力して創刊した雑誌『ビックリハウスsuper』の編集長を経て、1986年1月15日に株式会社アタマトテ・インターナショナルを設立し、代表となる。この1970年代から1980年代の一連の活動に対し、美術評論家の椹木野衣は2007年の「榎本了壱コーカイ記」展についての紹介記事で、『渋谷を舞台に現在につながる新しいアートの芽生えと発表の機会を誰よりも早く、かつ大規模に支えた。』という評論を『美術手帖』誌上で執筆している。
その後、NHKスタジオパークの企画や展示をプロデュース、「世界デザイン博住友館」の総合プロデュースを担当。広告批評などでデザイン論評を寄せている。
2006年より2013年まで京都造形芸術大学教授・情報デザイン学科長（現在は大学院所属の客員教授）。2019年11月より大正大学表現学部長として在職、専門は情報デザインとイベントプロデュース。日本文化デザインフォーラム理事・副代表幹事。全税共文化財団舞台芸術分野助成選考委員長。青森県立美術館パフォーミングアーツ推進委員長。
2021年4月に2020年東京オリンピックの愛媛県の松山市で聖火ランナーの公道を走る予定だったが、中止となった。かわりに松山城山公園で点火セレモニーに参加した。

## 著書
- 『ダサイズムの逆襲』パルコ出版局　1985
- 『脳業手技 榎本了壱のアイディア・ノート』マドラ出版　2000
- 『東京モンスターランド 実験アングラ・サブカルの日々』晶文社　2008

### 共編著
- 『江戸東京をつくった偉人鉄人』荒俣宏共編　平凡社　2002
- 『ザ・キムラカメラ』木村恒久構成 大竹誠,佐野寛,本郷活平共著　パロル舎　2006
- 『アートウイルス』(ISBN 9784891942397)
- 『ビックリハウス131号 - 「ビックリハウス」なんて知らない!ビックリハウス住宅展示場カタログ』(ISBN 9784891946814)
- 『アーバナートメモリアル1980 - 1999 - 日本グラフィック展・オブジェTOKYO展・アーバナート20年のドキュメント』(ISBN 9784891946029)
- 『おくのほそ道　裏譚』(ISBN 9784797420500)
- 『タタラ風の町』

など。

## テレビ出演
- 『マルチ・スコープ』（1984年、NHK総合）司会
- 『11PM』（1977年以降、日本テレビ系）イレギュラー出演